# Luigi Tansillo
Luigi Tansillo (født 1510 i Venosa, død 1. december 1568 i Teano) var en italiensk digter.
Han var af adelig slægt og kom som ung ind i den æresgarde I continui, som tjente den spanske vicekonge Pedro Álvarez de Toledo og hans søn Don García, og i denne tjeneste foretog han mange rejser til lands og til vands. Efter Don Garcías død levede han i små kår, en tid som capitano i Gaeta. Tansillo er en af 16. århundredes bedste digtere, mere oprindelig end de fleste. Han har skrevet lyriske digte — sonetter og lignende —, som er mindre petrarkiserende end samtidens øvrige, hyrdedigte, fulde af komplimenter til hans fornemme beskyttere, burleske capitoli, i Bernis stil, et temmelig slibrigt poem med titlen Il Vendemmiatore (1532) og til bod for dette et gudeligt epos Le lagrime di San Pietro (ligeledes begyndt i hans ungdom, ufuldendt ved hans død). Skønt sidstnævnte er noget ensformigt og ikke videre begejstret, fik det stort ry og udkom ofte, længe dog i en af inkvisitionen beskåret udgave, først 1606 som det forelå fra Tansillos hånd; det blev oversat på spansk og fransk og efterlignet af Malherbe i Les larmes de Saint Pierre. Gode udgaver af Tansillos poetiske arbejder (forskellige samlinger) blev besørgede af Scipione Volpicella (1870), Francesco Fiorentino (1882) og Francesco Flamini (1893), alle i Neapel.